# Хоанофлагеляти
Хоанофлагеляти, або комірцеві джгутиконосці (Choanoflagellatea) — група найпростіших. Вважаються найближчими родичами багатоклітинних тварин. Характерна риса — наявність у клітини одного джгутика, оточеного комірцем з 30-40 мікроворсинок. Хоанофлагеляти представлені поодинокими і колоніальними формами, що живуть у морських і прісних водах. Описано близько 150 видів.

## Будова

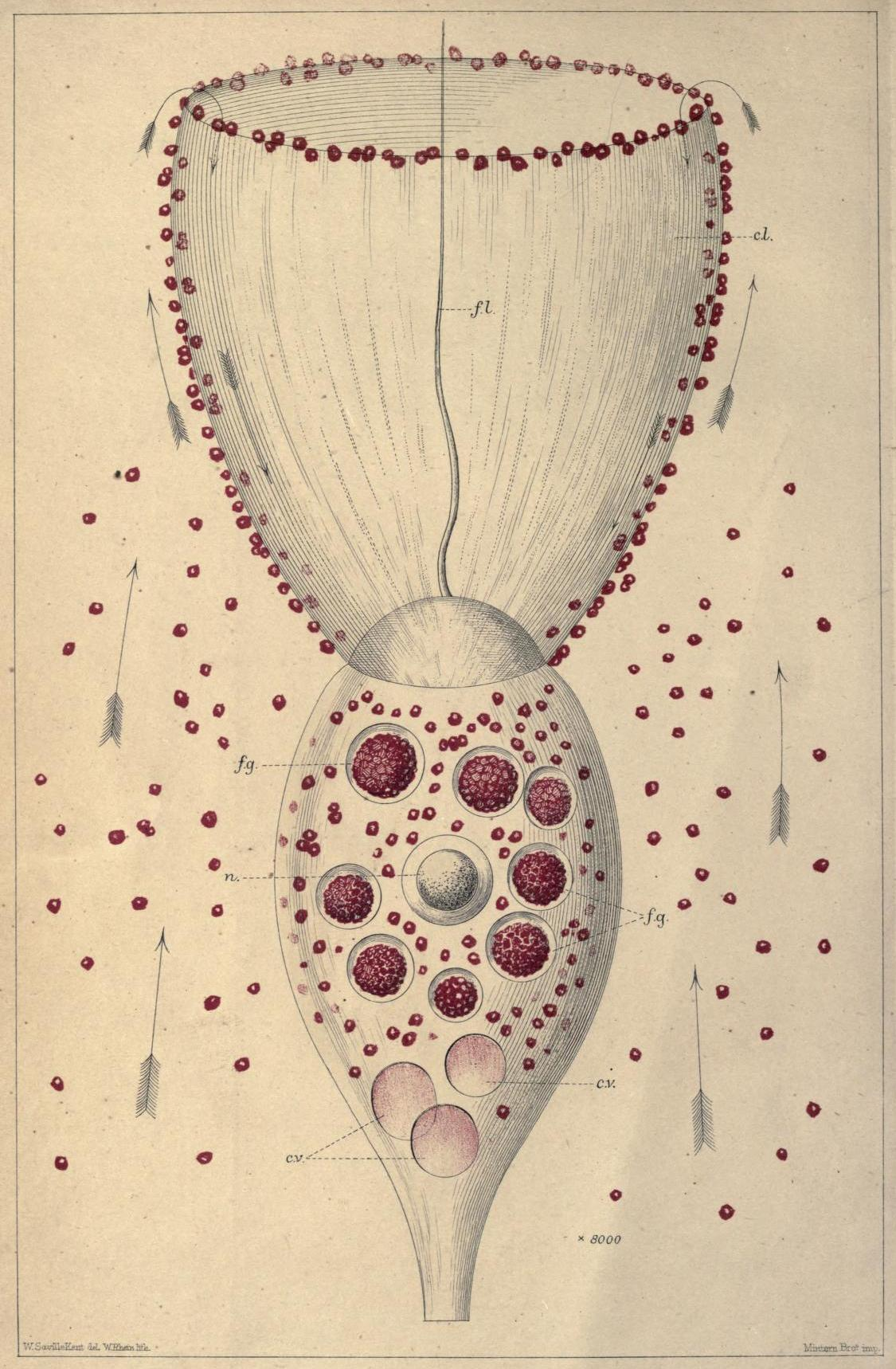
Схема живлення Monosiga gracilis

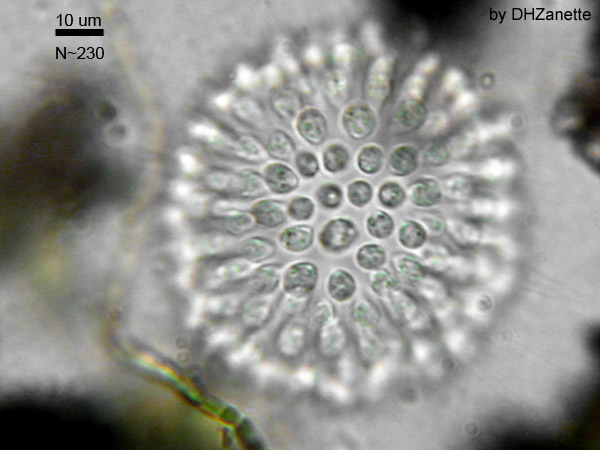
Колонія хоанофлягелят Sphaeroeca (близько 230 особин)

Розмір хоанофлагелят зазвичай перевищує 10 мікрон. Клітини демонструють виразну полярність, яка задається положенням єдиного джгутика. У багатьох представників протилежним кінцем клітина прикріплюється до субстрату або занурена в позаклітинний матрикс колонії. Деякі хоанофлагеляти здатні виділяти келихоподібні «будиночки», які у морських форм складаються з витончено переплетених між собою  кремнієвих ниток. Прісноводні представники будують будиночок з  целюлози.

### Джгутик і комірець
Джгутик оточений віночком (комірцем) з мікроворсинок, які щільно прилягають одна до одної. Мікроворсинки — пальцеподібні вирости клітини, укріплені актиновим цитоскелетом. Биття джгутика створює струмені рідини, спрямовані вздовж нього від клітини. При цьому вода постійно надходить всередину комірця, проходячи між мікроворсинками. Ці струмені хоанофлагелляти використовують у харчуванні: великі частки (бактерії, детрит) відціджуються мікроворсинками і можуть бути поглинені шляхом фагоцитозу.
У плаваючих у товщі води хоанофлагелятів рух джгутика використовується також для локомоції. При цьому організм переміщається з допомогою джгутика подібно до інших представників групи Opisthokonta —  грибів і  багатоклітинних тварин.

## Колоніальна поведінка
Багато видів, наприклад, з роду Proterospongia, утворюють прості колонії шляхом групування особин.

## Розшифровка геному
У 2008 р. був повністю розшифрований геном одного з видів хоанофлагелятів — Monosiga brevicollis. У геномі моносиґи близько 9 200 генів, причому присутні 23 гени кадгеринів і ряд інших генів, типових для багатоклітинних тварин, але відсутніх у більшості інших груп  найпростіших.

## Філогенія
Подібність будови апарату комірця хоанофлагелятів з аналогічними структурами хоаноцитів губок і циртоцитів справжніх багатоклітинних тварин (Eumetazoa), відзначена вже в XIX столітті, спричинила висловлення гіпотези про близьку спорідненість хоанофлагелятів і губок, яка надалі стала фактично загальноприйнятою. Існує, проте, й інша точка зору, згідно з якою хоанофлагеляти — не сестринська група для губок, а дочірня, яка виникла шляхом значного спрощення будови.